# 잉그리다 안드리냐
잉그리다 안드리냐(라트비아어: Ingrīda Andriņa, 1944년 6월 23일 ~ 2015년 9월 17일)는 라트비아의 배우이다.